# Katarzyna Napiórkowska (lekkoatletka)
Katarzyna Napiórkowska (ur. 12 września 2004) – polska lekkoatletka specjalizująca się w biegach długodystansowych i przełajowych.
Rekordy życiowe:
- bieg na 1500 metrów (stadion) – 4:18.97 (5 lipca 2025, Kraków)
- bieg na 3000 metrów (stadion) – 9:16.38 (7 czerwca 2025, Oleśnica)
- bieg na 5000 metrów (stadion) – 15:56.07 (14 czerwca 2025, Gdańsk)
- bieg na 10 000 metrów (stadion) – 33:24.62 (26 kwietnia 2025, Warszawa)

## Osiągnięcia
| Rok  | Impreza                                               | Miejsce  | Konkurencja           | Pozycja    | Wynik    |
| ---- | ----------------------------------------------------- | -------- | --------------------- | ---------- | -------- |
| 2025 | Mistrzostwa Polski                                    | Warszawa | bieg na 10 000 metrów | 2. miejsce | 33:24.62 |
| 2025 | Młodzieżowe mistrzostwa Polski w lekkoatletyce        | Kraków   | bieg na 1500 metrów   | 1. miejsce | 4:18.97  |
| 2025 | Młodzieżowe mistrzostwa Polski w biegu na 5000 metrów | Gdańsk   | bieg na 5000 metrów   | 2. miejsce | 15:56.87 |